# Ahshislepelta
Ahshislepelta – monotypowy rodzaj ankylozauryda, znany z późnokredowych (późny kampan) osadów formacji Kirtland obszaru basenu San Juan w stanie Nowy Meksyk (Stany Zjednoczone). Został odkryty w roku 2005, a wydobywanie trwało do roku 2009. Dinozaur ten różni się od swoich najbliższych krewnych budową wyrostka barkowego łopatki i szczegółami ornamentacji osteoderm.

## Materiał kopalny
Materiał kopalny obejmuje jedynie holotyp (SMP VP-1930), na który składają się elementy niekompletnego szkieletu pozaczaszkowego dorosłego osobnika - obręcz barkowa, fragmentaryczna lewa kończyna przednia, niekompletne kręgi i liczne osteodermy. To obecnie najbardziej kompletny okaz przedstawiciela ankylozaurów ze stanu Nowy Meksyk. 

## Etymologia
Nazwa rodzajowa pochodzi od stanowiska, z którego pozyskano jedyny okaz - Ah-shi-sle-pah Wash – i greckiego pelta - tarcza, zaś epitet gatunkowy oznacza "mniejszy", gdyż był to stosunkowo mały gatunek przedstawiciela ankylozaurów.

## Spis gatunków
| Ahshislepelta | Burns i Sullivan, 2011 |
| A. minor      | Burns i Sullivan, 2011 |